# Bester Verteidiger der Basketball-Bundesliga
Die Auszeichnung als bester Verteidiger der Basketball-Bundesliga ist eine Auszeichnung der höchsten deutschen Spielklasse im Herren-Basketball für den individuell besten Defensivspieler der Saison. Die Auszeichnung wird am Ende der Hauptrunde vergeben.

## Tabellarische Chronik

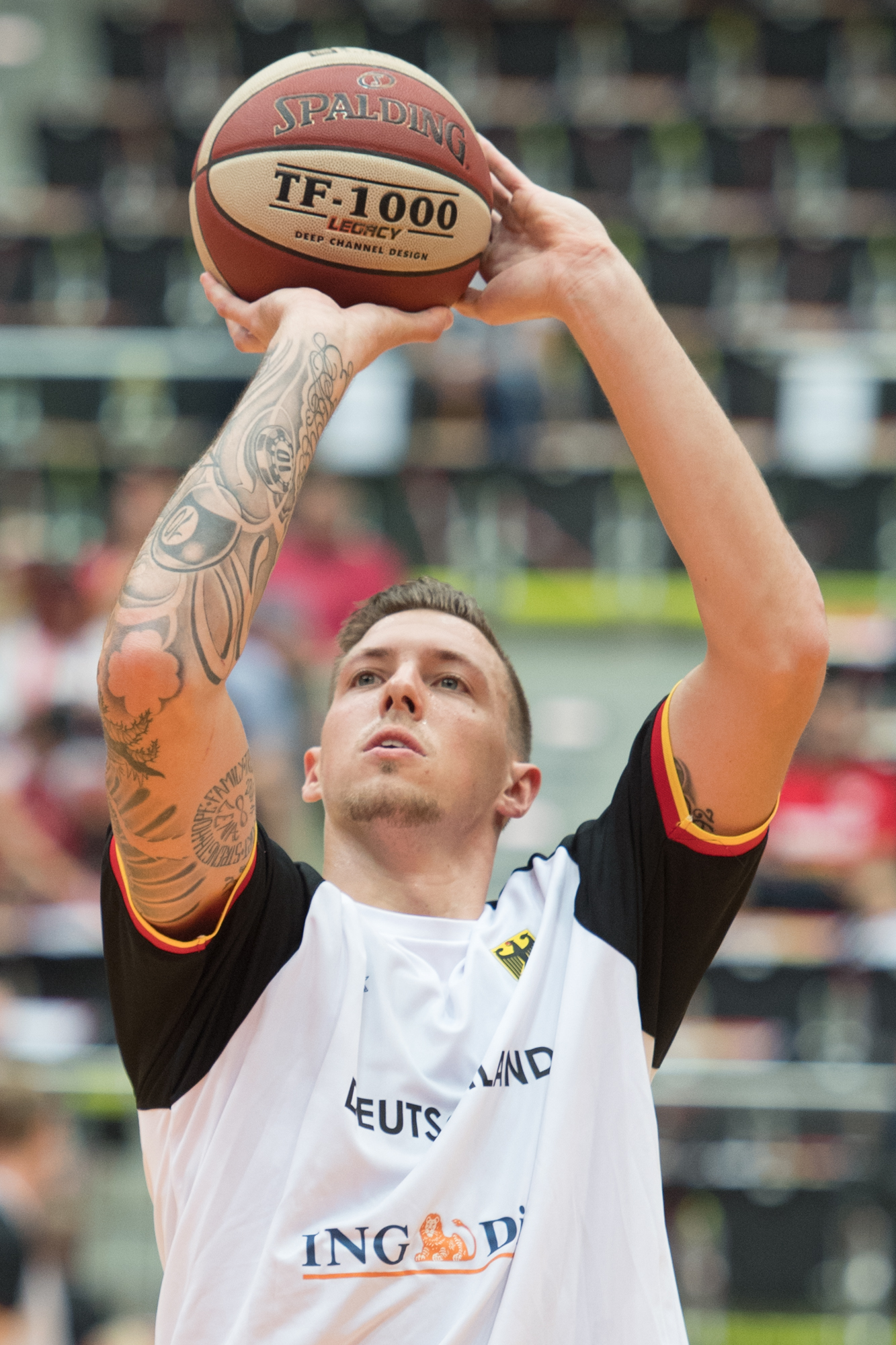
Daniel Theis, Bester Verteidiger der Saison 2016/17

| Saison  | Spieler                                                  | Nat.                                                     | Verein                                                   |
| ------- | -------------------------------------------------------- | -------------------------------------------------------- | -------------------------------------------------------- |
| 2002/03 | Quadre Lollis                                            | Vereinigte Staaten                                       | Alba Berlin                                              |
| 2003/04 | Oluoma Nnamaka                                           | Schweden                                                 | Telekom Baskets Bonn                                     |
| 2004/05 | Matej Mamić                                              | Kroatien                                                 | Alba Berlin                                              |
| 2004/05 | Koko Archibong                                           | Nigeria                                                  | GHP Bamberg                                              |
| 2005/06 | Koko Archibong (2)                                       | Nigeria                                                  | GHP Bamberg                                              |
| 2006/07 | Immanuel McElroy                                         | Vereinigte Staaten                                       | RheinEnergie Köln                                        |
| 2007/08 | Immanuel McElroy (2)                                     | Vereinigte Staaten                                       | Köln 99ers                                               |
| 2008/09 | Immanuel McElroy (3)                                     | Vereinigte Staaten                                       | Alba Berlin                                              |
| 2009/10 | Immanuel McElroy (4)                                     | Vereinigte Staaten                                       | Alba Berlin                                              |
| 2010/11 | Immanuel McElroy (5)                                     | Vereinigte Staaten                                       | Alba Berlin                                              |
| 2011/12 | Anton Gavel                                              | Slowakei                                                 | Brose Baskets                                            |
| 2012/13 | Anton Gavel (2)                                          | Slowakei                                                 | Brose Baskets                                            |
| 2013/14 | Cliff Hammonds                                           | Vereinigte Staaten                                       | Alba Berlin                                              |
| 2014/15 | Cliff Hammonds (2)                                       | Vereinigte Staaten                                       | Alba Berlin                                              |
| 2015/16 | Quantez Robertson                                        | Vereinigte Staaten                                       | Fraport Skyliners                                        |
| 2016/17 | Daniel Theis                                             | Deutschland                                              | Brose Bamberg                                            |
| 2017/18 | Yorman Polas Bartolo                                     | Kuba                                                     | Telekom Baskets Bonn                                     |
| 2018/19 | Yorman Polas Bartolo (2)                                 | Kuba                                                     | Telekom Baskets Bonn                                     |
| 2019/20 | wegen coronabedingter Saisonunterbrechung nicht vergeben | wegen coronabedingter Saisonunterbrechung nicht vergeben | wegen coronabedingter Saisonunterbrechung nicht vergeben |
| 2020/21 | Yorman Polas Bartolo (3)                                 | Kuba                                                     | MHP Riesen Ludwigsburg                                   |
| 2021/22 | Justin Simon                                             | Vereinigte Staaten                                       | MHP Riesen Ludwigsburg                                   |
| 2022/23 | Selom Mawugbe                                            | Vereinigte Staaten                                       | Rostock Seawolves                                        |
| 2023/24 | Javon Bess                                               | Vereinigte Staaten                                       | Würzburg Baskets                                         |
| 2024/25 | Nick Weiler-Babb                                         | /                                                        | FC Bayern München                                        |